# 中部イタリア革命
中部イタリア革命(ちゅうぶイタリアかくめい、イタリア語: Rivoluzione Italia centrale)は、1831年にモデナ＝レッジョ公国で最初に発生し教皇領やパルマ公国にも波及した、武装蜂起を伴う民衆反乱である。カルボナリやアポファジーメニが大きく関与し、複数のイタリア諸邦に加えフランスやオーストリア帝国も巻き込んだ革命となった事から事態は大規模化・複雑化・長期化した。

## 背景
1820年代、立憲や独立を求めたナポリ革命やシチリア革命、ピエモンテ革命は悉く失敗した。その結果、それら革命の当事国となったサルデーニャ王国や両シチリア王国だけでなく、中部イタリアの諸邦でも反動的な政治が展開された。立憲主義者は厳しく弾圧され、カルボナリ関係者は逮捕や処刑が相次ぎ、苛烈な政策によって蜂起は事前に防がれた。

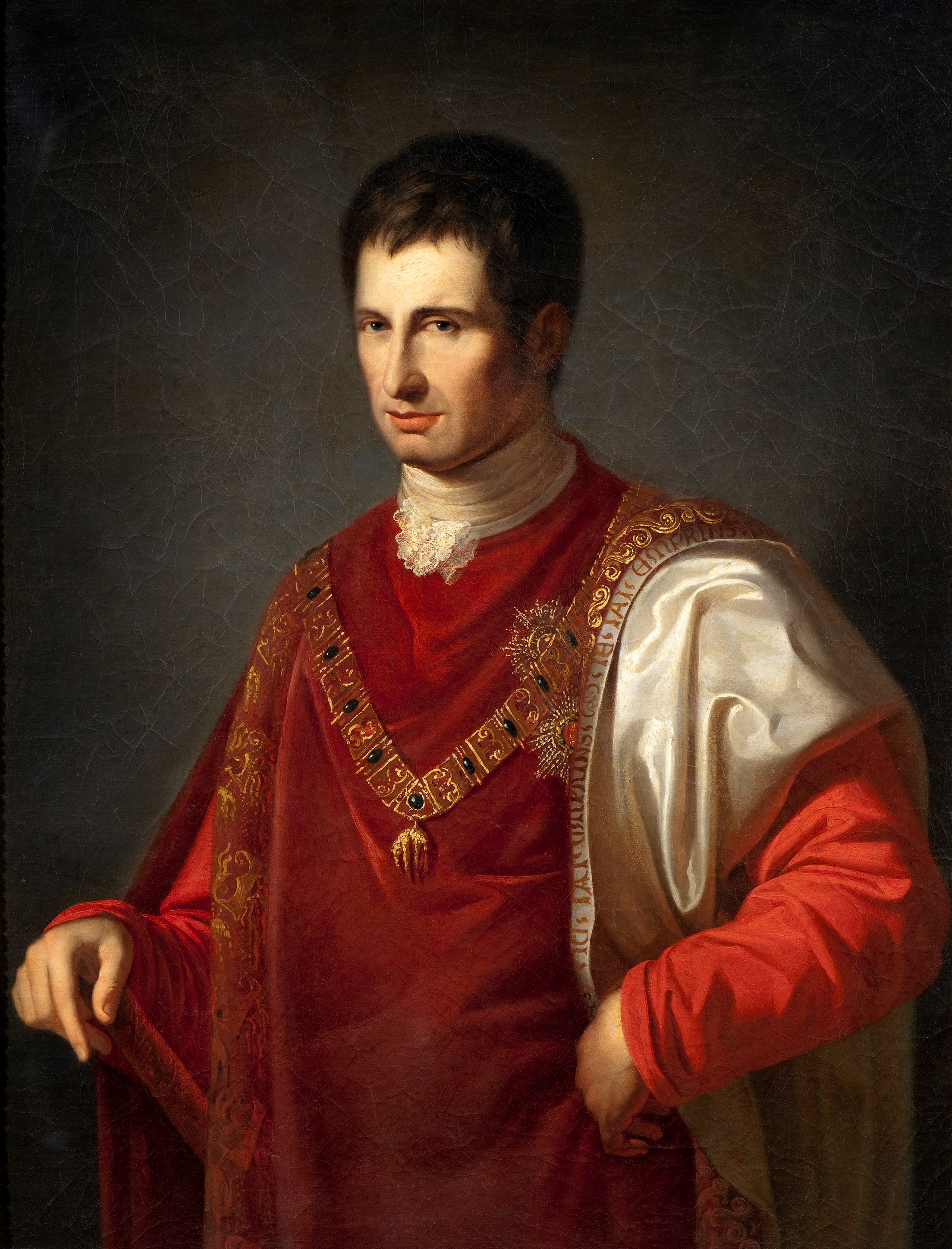
モデナ公フランチェスコ4世

モデナ＝レッジョ公国を支配するモデナ公フランチェスコ4世もまた革命思想を激しく弾圧する保守的な君主の一人であったが、一方でイタリア半島の地域大国的な存在であるサルデーニャ王国の王位を望んでいた。そのためカルボナリ党員で立憲革命を志すエンリコ・ミズレイと個人的に接触し、革命派の期待を自らに集めることによって民衆の支持を得て北イタリアの王となる思惑から、一転して革命派やカルボナリへの支援を始めた。このフランチェスコ4世の思惑は、ギリシャ独立戦争を契機として勃発した露土戦争の結果、オスマン帝国領は分割され漁夫の利的にオーストリア帝国がバルカン半島で影響力を強めていたことから、北イタリアが統一されオーストリア帝国からの支配から脱却できれば勢力均衡の観点から他の列強からの承認も得られると考えられ、実現性もあった。
時同じくしてフランスではフランス7月革命が勃発し、フランス王が革命家たちによって廃位されルイ・フィリップを戴く7月王政が成立した。1820年代の革命失敗による反動政治と苛烈な弾圧の結果、パリに亡命していたイタリア人革命家たちはルイ・フィリップと接近してモデナ公フランチェスコ4世を擁する革命に対する積極的な支援が得られるよう働きかけた。
この亡命者を取りまとめたのはフランス7月革命を契機にパリへと戻ったカルボナリ指導者のフィリッポ・ブオナローティであり、彼はイタリア全土での革命を志向した。しかしイタリア、特にモデナ＝レッジョ公国内にいる国内派は中部イタリアのみでの蜂起を画策しており、パリの亡命者グループとは摩擦が生じた。また1829年にはエンリコ・ミズレイの働きかけでパリには「イタリア解放委員会」なる組織が設立されており、そこでは立憲君主制によるイタリアの独立・統一・自由達成が目指されていた。しかしブオナローティはナポリ革命やピエモンテ革命は君主や王族の裏切りによって失敗したとして立憲君主制に反対し、1831年1月10日にはイタリア解放委員会を解散して「イタリア解放者評議会」を結成した。これはイタリア統一の方針を共和制に向けるべく設立された組織であり、しかしイタリア国内ではモデナ公フランチェスコ4世をリーダーとして蜂起が依然として画策されていたことから、ここでも亡命者と国内派とで大きな齟齬が生じた。

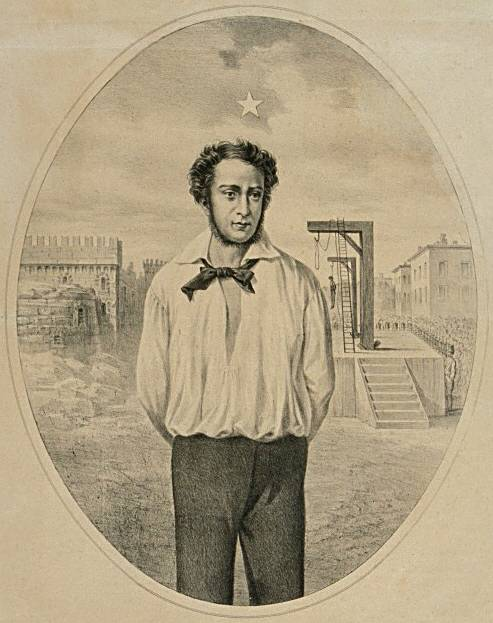
チーロ・メノッティ。
Geminiano Vincenzi画

国内派の主導者はミズレイのほかにもう一人、カプリ島出身の富裕な商人であるチーロ・メノッティがいた。メノッティは頻繁にイタリアとパリとを行き来するミズレイに代わってボローニャ、パルマ、マントヴァ、フィレンツェなど中部イタリアの主要都市を訪問し反乱委員会を結成させるなど、反乱の規模を拡大させるうえではミズレイ以上の働きをした。メノッティの構想はイタリアの全ての主要都市に地方員会を設けて、それぞれがパリに作られるイタリア統一に関する中央委員会に結び付き、各都市で連携を図りながらイタリアの独立・統一・自由を獲得するというものであり、その最終目標はローマを首都とした立憲君主制の樹立にあった。この目標を達成するには蜂起だけでは不十分であり、ボナパルティストを計画に組み込む必要性を感じていた。そのためフィレンツェに赴いてルイ・ボナパルトと接触した。しかしこれはパリで亡命者グループに協力するルイ＝フィリップを警戒させる結果を招き、フランスの大々的な支援はここで失った。また蜂起の準備が進む中でモデナ公フランチェスコ4世はオーストリア帝国からの警告を受け、浮足立っていた。
結果、1831年2月3日、モデナ公フランチェスコ4世はモデナでの決起寸前で革命派を裏切ってチーロ・メノッティら主要人物を逮捕した。モデナでの決起は本来2月5日に予定されていたものだったが、メノッティはモデナ公フランチェスコ4世の裏切りの可能性を事前に察知し決起を繰り上げていた。しかし、この逮捕は蜂起を止めるにはすでに遅かった。

## 革命

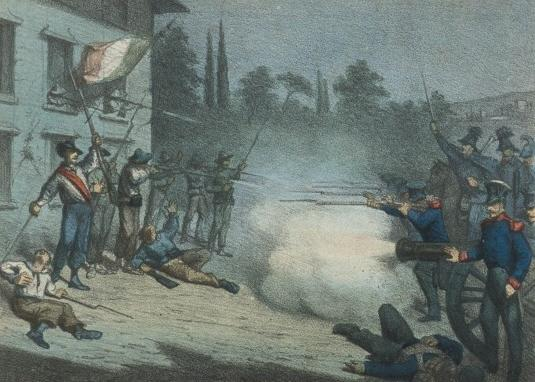
モデナ公によるメノッティら革命家の逮捕。

メノッティらが逮捕された翌日の2月4日、教皇領のボローニャでは蜂起が成功してしまい、武装したボローニャ市民がモデナに向かい始めた。恐れをなしたモデナ公フランチェスコ4世はメノッティを人質として連れたままマントヴァに逃れ、君主不在となったモデナではフランチェスコ4世の逃亡がビアージョ・ナルディに宣言された後、ヴィンチェンツォ・ボレッリを総裁とする革命政府が樹立された。続いてレッジョではカルロ・ズッキのもとで臨時政府が、2月10日にはパルマ公国でも反乱が発生してパルマ女公マリア・ルイーザはピアチェンツァに逃亡した。

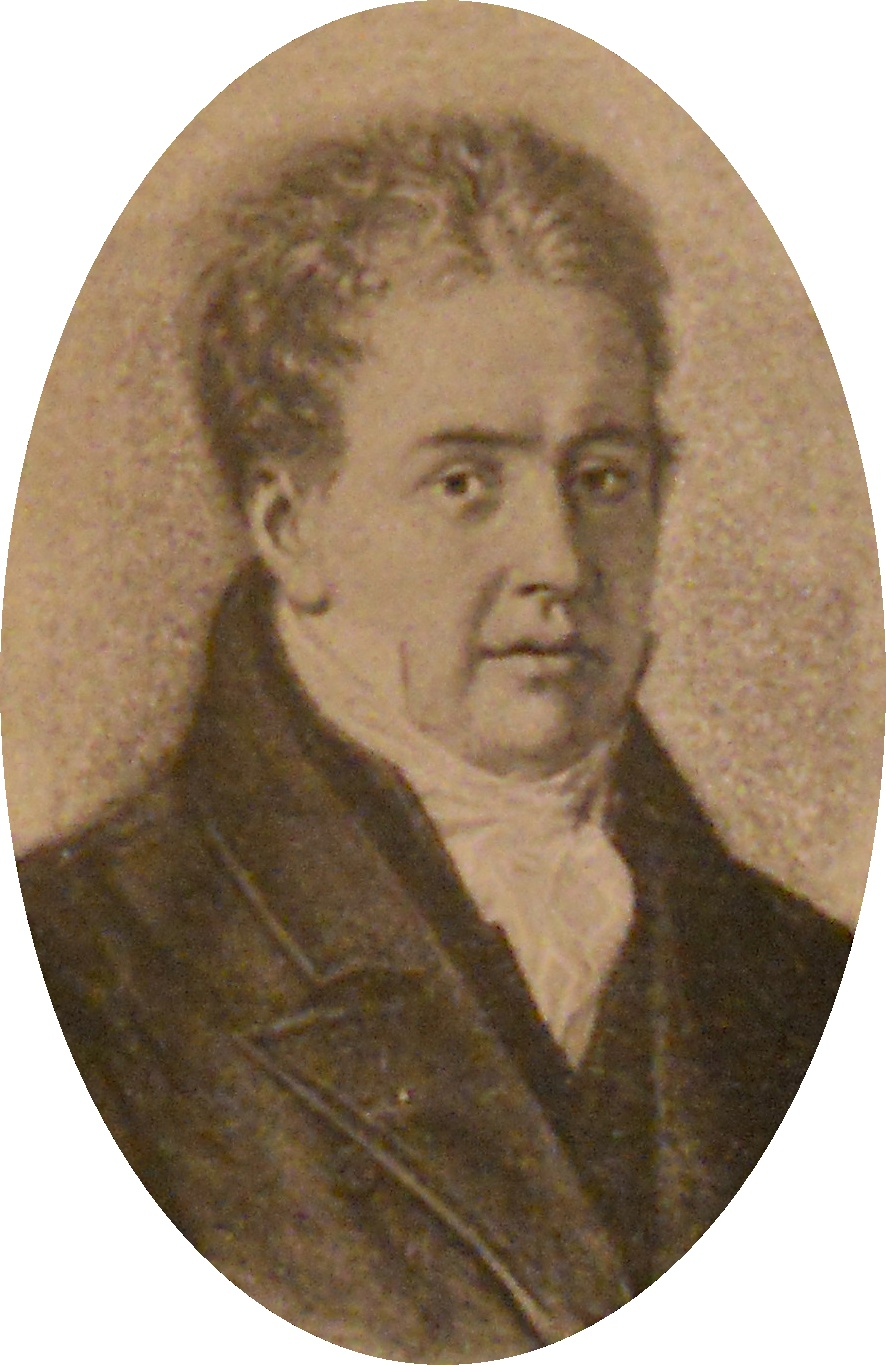
イタリア統合諸州の総裁ジョバンニ・ヴィチーニ

一方ボローニャの反乱は教皇領全土に広がってフォルリ、フェラーラ、ラヴェンナ、イーモラ、ペーザロそしてウルビーノでも武装蜂起の末に臨時地方政府が樹立された。これら諸都市の臨時地方政府代表は2月6日にボローニャに集まって、教皇の支配から脱却し「イタリア統合諸州」の名のもとにひとつに統合する事を宣言した。アンコーナ、ペルージャ、モデナ、パルマなども後にこれに加わり、ジョバンニ・ヴィチーニがその総裁を務めた。この仮政府は直ちに憲法制定議会招集の準備に取り掛かったものの、ルイ＝フィリップを盲信してオーストリア帝国の武力干渉に対して防備を怠っており、また統合諸州に加わっているとはいえ国家が違うモデナやパルマとは実質的に違う革命政府として運営がなされ緊密に連携できていなかった。
ルイ＝フィリップ率いるフランスは、メノッティがルイ・ボナパルトとの協力関係を築いた時点で積極的にイタリア諸邦を支援する気は無かった。それを読み取っていたメッテルニヒはオーストリア帝国軍を中部イタリアに進撃させ、3月9日にはモデナに、3月13日にはパルマに入城。大国の軍事力を前に両仮政府はなすすべなく解体され、カルロ・ズッキ率いる革命家部隊はボローニャまで後退した。しかしボローニャも3月21日には占領され、翌日にはフェラーラの仮政府も解体されるなどみるみる各地の仮政府は消滅していった。

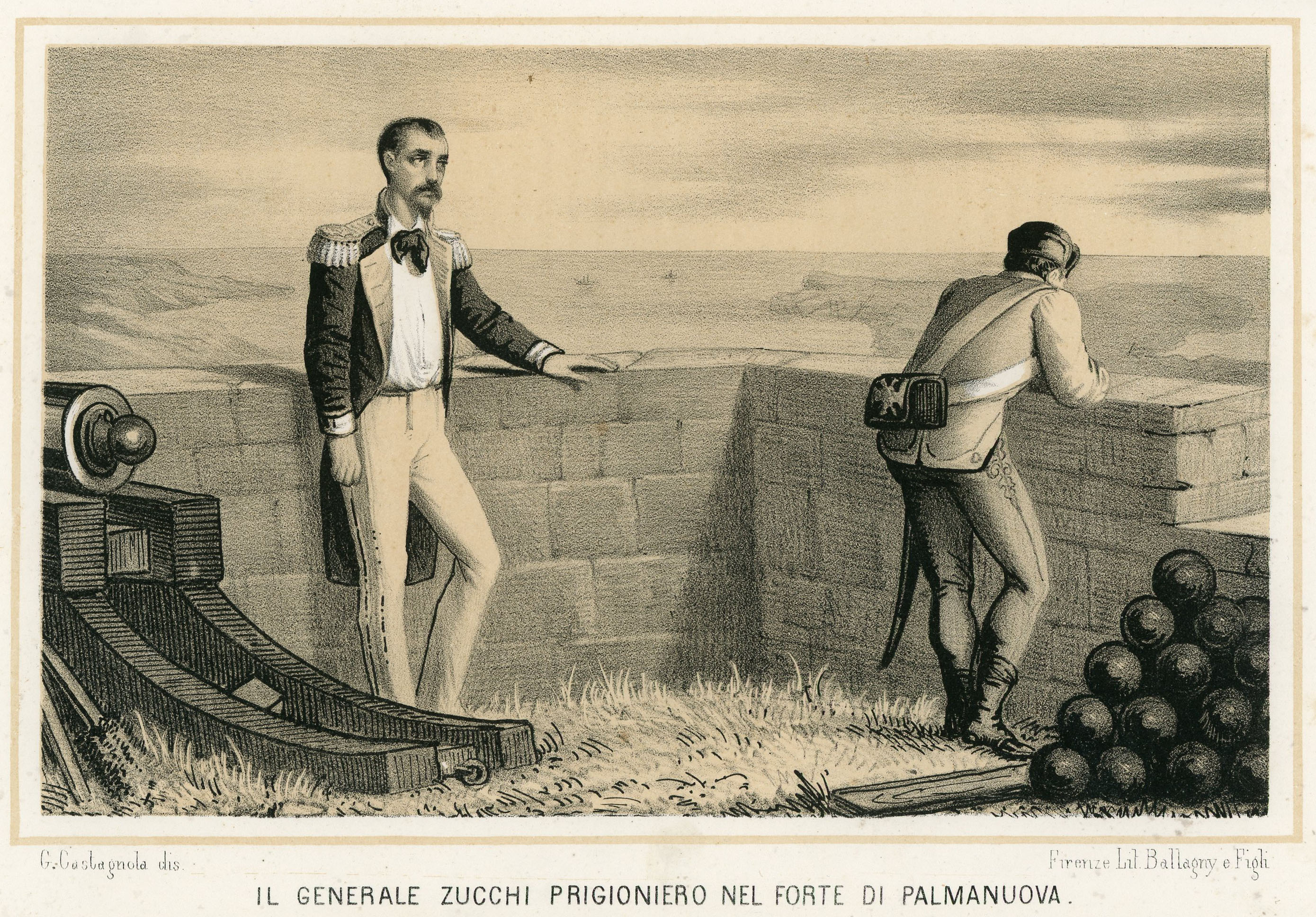
軍事的な指導力を発揮したカルロ・ズッキ

この時、モデナやパルマ、そしてイタリア統合諸州の諸都市は初めて真の意味での連携を取ってカルロ・ズッキ、ジュゼッペ・セルコニャーニなどのもとに5000名の軍隊を再編成し、3月25日にはリミニでセッレの戦いが繰り広げられた。しかしオーストリア帝国軍は数で大きく勝っており革命政府軍は敗北。アンコーナに退避し3月26日には人質としていた枢機卿一人の命と引き換えに降伏協定を結んだが、その後その協定は破棄されて革命参加者は厳しい弾圧を受けた。

## 革命失敗後
モデナ公フランチェスコ4世が戻ったモデナ＝レッジョ公国では、モデナ仮政府総裁を務めたヴィンチェンツォ・ボレッリとチーロ・メノッティが処刑された。また以前よりも厳しい反動政治が展開され、再度の蜂起の望みはほぼ絶たれてしまった。
教皇領では進撃したオーストリア帝国軍がそのまま駐留。ロマーニャやマルケなどでは撤退した途端に再度反乱が発生するなどの事態に陥った事もあり、1832年には二度目の駐留を実施した。また勢力均衡の観点からフランス軍はアンコーナに上陸し1838年にオーストリア帝国軍が教皇領から撤退するまでアンコーナの一区画を占領し続けた。
またナポリ革命やシチリア革命、ピエモンテ革命同様に今回の革命でも民衆の遊離が目立った。革命仮政府の実権を握ったのは穏健自由主義の立場に立つ名士、もしくはカルボナリの有力者ばかりであり、ナポレオン体制下で活躍した貴族ないし上級市民の系譜である彼らは、革命の主体としてはすでに老境に差し掛かっていた。ゆえに積極的な改革がさほど望めず、また国際情勢に関する認識も前時代的であった。そのことから、これを契機にイタリア統一運動の主体は本格的にカルボナリから「青年イタリア」などに代表される新組織へと変化していく。実際に、ブオナローティと意見対立したマッツィーニがカルボナリを離れたのも同時期であり、中部イタリア革命はイタリア統一運動の世代交代の始まりを象徴する出来事であった。